# 灣岸競速
《灣岸Midnight》是楠通春創作的賽車題材日本漫畫作品。連載時間從1990年至2008年9月，期間曾經更換出版社，從小學館轉為講談社《週刊Young Magazine》上連載。單行本全42卷，在台灣由尖端出版代理，只出版至第35卷。1999年獲得第23回講談社漫畫賞。

由於連載時間長，因此有不同的时空背景，但人物的年齡卻不曾改變（例如初期日產Skyline GT-R R32價格高達315萬日幣，但後期卻只有100萬）。
連載結束後，於《週刊Young Magazine》2008年10月開始連載續作《灣岸競速：C1挑戰者》。2014年於小學館連載第3作《銀灰的Speed Star》。2016年的第4作《首都高SPL -銀灰的SPEEDSTER-》又回到講談社連載。
主題是人們在東京首都高速道路系統上賽車時所發生的故事，通過改裝汽車在首都高上比賽。一個章節的主要人物通常在該章節結束後就不會再出現。

## 概要

### 惡魔之Z
在很多有關賽車的日本漫畫作品中大多都會出現日產Z系列的跑車，而在本作中出現的是擁有600匹馬力且扭力高達80公斤的1969年款日產Datsun Fairlady Z(S30)，即240Z改裝車，在其第一任車主朝倉晶夫因车祸而死後由於不斷發生意外，有如下意識地抗拒駕駛者的操控，漸漸被赛车手们稱為专门奪走賽車手性命的「惡魔之Z」。但Z的改裝師北見淳則替其辯解，稱Z只是想尋求更快的速度和一位更合適的主人而已。
「惡魔之Z」在第一任車主朝倉晶夫死後不斷發生事故，結果都是駕駛者受重傷或死亡，而車子本身卻只輕微受損，每次出事故都會被修好，但修好後又會再出事故，如同詛咒般的惡性循環。到主角朝倉明雄當車主後又發生事故，但結果卻跟過去相反，明雄受輕傷，車子反而起火全毀。據明雄說，當時似乎是Z蓄意救他，因此決定不管花多少時間都要救活Z。更離奇的是，雖然車子因起火全毀，但引擎卻還完整無缺。北見原先想讓Z報廢解體，卻因連夜聽到他的哀嚎而改變主意，甚至在明雄第一次回來看他時還莫名其妙地發出「噹」一聲，有如人在回應。
在動畫中，北見說過「在Z身上幾乎找不到任何訂製改裝品，唯一的特製品只有那運轉平衡被破壞的曲軸。」當北見還是Z的車主時，在曲軸行程上增加1毫米，因而導致Z的引擎失去運轉的平衡，也增加了排氣量（由原本的3096c.c.變成3134c.c.，多了38c.c.）。
「惡魔之Z」最後由RGO改裝店的老闆大田和夫的女兒大田理香子改裝，她把Z的引擎進行大修理並更換了一些新零件，唯獨那根曲軸完全不動。接著她改變引擎的機油循環系統，在引擎下聚積機油的機油箱處另外設置機油槽，向干滑油槽增加壓力以增加油壓的安定化，在車身和引擎之間只有一公分的吸壓材料，重心降低了約40毫米，剛開始駕駛時不會有太大的感受，但只要願意踩油門下去，這個改變讓Z在高速領域的穩定性大幅提升。只要有足夠的技術，就可以將Z的速度推向不同的領域。最終明雄成功駕駛Z，擊敗最終對手，成为了東京灣岸線和首都高上的「最快惡魔」。

### Black Bird
「惡魔之Z」的顆伴和競爭對手，一直和Z不斷爭奪最快的代表，但有兩年時間，由於Z沒遇到能再駕馭它的主人，使得Black Bird在首都高內變成了一支獨秀，成為了「灣岸線上的帝王」，直到Z復活為止。
Black Bird起初並沒像Z一樣被特殊改裝過，只是一輛基本型保時捷911(964)，由一位十分了解保時捷的改裝店老闆進行改裝，把動力提昇至600匹馬力。亦因此，Black Bird只是一輛普通的改裝跑車，不像Z一樣是一輛賽車等級還有意識的改裝車。所以車主島達也在長期的駕駛下感受到此車的動力正不斷流失（大約流失了100匹馬力，也就是說雖然引擎有600匹馬力的實力，卻只跑出500匹馬力的動力而已），而且車體也已经鬆散，輪胎更是跟不上動力。「惡魔之Z」的現任車主明雄曾在高木優一的陪同下駕駛Black Bird，就明顯感受到這些問題，也體認到了島達也這位車手確實不簡單，長期開著如此差勁的車，竟然還能追上Z，速度還達300km/h。
由於本來替Black Bird改裝的改装店老闆因为通過了合法車檢認定而無法再過度改裝車辆，島只好另找人改裝，偶然的機會下遇到北見淳，並請他改裝Black Bird，北見提出將其改装成800匹馬力的超強賽車，卻在見到引擎內部後而不得不打消念頭（引擎內太乾淨了，等於表示現在的動力已是接近極限的動力），最後只提昇了100匹的馬力變成最大馬力700匹馬力，但車體方面在高木優一的巧手下成功改善，解除動力流逝的問題，使Black Bird成功變成能和Z匹敵的超級賽車。
可惜的是，一次事故（速度還不到50km/h），把Black Bird的車體撞的歪七扭八，連北見和高木都束手無策，但島提議將車架重造並將車殼材料換成碳纖維複合式鋼材，這樣可以使1.5噸的車重降到1.1頓，使馬力重量比由2.15降到1.57，可大幅提升操控性，變成輕量化的怪物，但代價是無法再通過車檢，不過島表示離車檢還有一年，而且他也做好覺悟到時就報廢，這也表示Black Bird一年後就會從此永遠消失在東京灣岸線上了。

## 登場角色
朝倉明雄
| 名字     | 朝倉明雄(中文)/朝倉 アキオ(あさくら あきお)(日文)/Asakura Akio(英文)               |
| 配音     | 小栗旬（日本）/ 蔣鐵城（台灣）                                                     |
| 駕駛車款 | Nissan Fairlady Z。初期為Z31；後期為S30(漫画,动画) 初期為Z32型(真人版电影)         |
| 車牌號碼 | 橫濱 33 て 53-681                                                                  |
| 改裝者   | 北見淳(引擎)、高木優一(車體)、富永公(電腦)、大田理香子(機油循環方式)、木村(F1渦輪) |

本作男主角。初期駕駛一輛1983年出產的Datsun Falrlady Z（Z31），某天在報廢場遇見了當時正要被拆解的「惡魔之Z」，從此開始了他的賽車人生。高中三年級時被學校留級（其實本身成績相當不錯，被留級的主要原因是因為經常曠課）。家中的獨子，父母親離異，並各自有了屬於自己的家庭，在高三時以父親再婚為由搬出，開始自己一人生活，深夜在酒吧打工(原本還有加油站的工作，但上班地點改為自助式加油站因此失去工作)。剛開始駕駛「惡魔之Z」時連出兩次車禍，後來懂得順從車子的意念來駕駛，才成功駕馭Z。在《C1挑战者》中明雄为了要Z獲得更多力量而替它安装了F1涡轮。
島達也
| 名字     | 島達也(中文)/島 達也(しま たつや)(日文)/Shima Tatsuya(英文)                                     |
| 配音     | 三木真一郎（日本）／柳超堅（台灣）                                                              |
| 駕駛車款 | Porsche 911 Carrera（930型）→Porsche 911 3.6 Turbo(964)(漫画,动画)                              |
| 車牌號碼 | 品川 33 う 22-039                                                                               |
| 改裝者   | 了解保時捷的老闆(早期)、北見淳(引擎)、高木優一(車體)、Shigi(排煙管)、富永公(電腦)、木村(F1渦輪) |

本作第二男主角。「惡魔之Z」的第一任車主朝倉晶夫生前的好友。座駕為保時捷911（964），他的964被稱作「灣岸線上的黑色怪鳥：Black Bird」；對於「惡魔之Z」相當著迷，甚至曾因Z所選擇的主人並非他而感到嫉妒。一名相當優秀的外科醫生，家裡是開醫院的，跟明雄一樣是家中的獨子，在買了第一輛車：930型保時捷911後便開始了他的賽車人生。故事初期與明雄的「惡魔之Z」的第三次對決中因為激烈操駕的關係導致引擎縮缸而敗給明雄，之後為了要追求更快的速度而將930型Carrera換成一輛964型3.6 Turbo，同時交由北見淳改裝。曾经败给黑木隆之的R33和被富永公设定的Z，因此失去赛车热情，北見淳建议島到大阪見他的老朋友Shigi换上特别的排煙管，试车時感受到不一样的感觉，自己的热情重新点燃。在一次的意外後將964的車身重新打造，換上輕量化碳纖維，雖然獲得了極優異的操控性，但1年後的車檢是不可能通過了，也就是說Black Bird只剩下1年的壽命，而最後雖然因輕量化而成功在C1環線拔得頭籌，卻因為本身是RR的驅動方式造成重心過度後移，前輪一旦車速超過250km/h便會失去抓地力，所以無法再加速，最終被迫輸給「惡魔之Z」。Black Bird這個稱號來自於SR-71黑鳥式偵察機。在《真琴》中，因為装了F1涡轮导致前轮抓地力不足，导至一次打滑轻微撞上Z的车身，但幸好人和车没事。
秋川零奈
| 名字     | 秋川零奈(中文)/秋川 零奈(あきかわ れいな)(日本)/Akikawa Reina(英文) |
| 配音     | 周防玲子(日本)／巫玉羚（台灣）                                      |
| 駕駛車款 | Nissan Skyline GT-R(BNR32) 初期为黑色，后来改成白色                 |
| 車牌號碼 | 品川 34 よ 71-023                                                   |
| 改裝者   | 山本和彥                                                            |

本作女主角。一位年輕的著名模特兒，年齡比明雄大一年，在高中時期就被發掘，結果從此踏入演藝圈，工作忙碌導致沒有和同學一同升上大學，雖然因工作賺不少錢，生活和內心變的空虛，於是買了一輛日產Skyline GT-R R32在東京灣岸線上狂飆，藉由速度感彌補心中的空虛感，後來遇上「惡魔之Z」後即被吸引，便請認識的車廠老闆山本和彥改裝她的R，希望能追過Z，但山本為了零奈安全，不把R改到極限，最後零奈的R32仍落敗，從此零奈不再想超過Z，只想一直跟在後面。駕駛技術非常優秀，在C1環狀線上是最快的第一把交椅。雖然沒有直接透露，但零奈明顯對「惡魔之Z」的駕駛人明雄有好感，所以自從認識明雄後便經常與他見面，在「惡魔之Z」車體被撞毀的那次事故後，零奈還特地安慰他，之後還有幾次要求坐在明雄旁看他駕駛。在《FD的主人》中，零奈被美国服装杂志邀请去美国，明雄驾著Z到零奈乘搭的巴士旁让她看最后一次，最终在一个分岔路各自离开，從此零奈再也沒有登場過。
石田義章
| 名字     | 石田義章(中文)/石田 義章(イシダ ヨシアキ)(日文)/Ishida Yoshiaki(英文) |
| 配音     | 諏訪部順一（日本）                                                    |
| 駕駛車款 | Ferrari Testarossa(原作、動畫) Ferrari F355(電影版)                   |
| 車牌號码 | 品川 33 お 41-215                                                     |
| 改裝者   | 北見淳                                                                |

故事初期登場的知名攝影師，因工作關係認識了零奈。本身事業上相當成功，但因為盛名所累，身心俱疲，於是開始沉迷賽車。擁有一部價值2000萬日圓的法拉利Testarossa超級跑車。在遇上了「惡魔之Z」後開始產生了超越Z之念頭。認識北見淳，曾帶零奈見北見，也因而使北見間接地認識了明雄。後來委託北見改裝他的法拉利，可惜在兩次比賽中，都輸給了Z，即使在改裝過後再出戰，仍然輸給Z。
平本洸一
| 名字     | 平本洸一(中文)/平本 洸一(ひらもと こういち)(日本)/Hiramoto Kōichi(英文) |
| 配音     | 浪川大輔（日本）                                                        |
| 駕駛車款 | Nissan Skyline GT-R(BNR32)                                              |
| 車牌號碼 | 足立 33 と 10-985                                                       |
| 改裝者   | 自己                                                                    |

一家進口車商的技師，原是知名灣岸線賽車手，但後來因為妻子惠的一次流產而引退賽車界，之後受到同事原田的影響而再度開始留意首都高的動態，在機緣之下認識了北見淳並接觸了「惡魔之Z」，認為自己應該做出一台性能不會輸給Z的戰車，作為自己人生的一個里程碑，於是不顧已經身懷六甲的妻子反對，毅然決然用夫妻辛苦存下的積蓄買下了一輛Skyline GT-R R32，作為擊墜「惡魔之Z」和Black Bird的戰車。跟Z以及Black Bird比賽途中想起了惠以及即將出生的兒子，發現公路賽車的愚蠢而鬆開了油門，回到了自己工作的車廠，開始後悔自己用家庭換來的卻只是一時的速度感之時，車廠的社長以同樣於平本積蓄的價格買下平本的R32，讓平本有錢能夠回去找回妻子。
正紀
| 名字     | 正紀(中文)/マサキ(日文)/Masaki(英文)           |
| 驾驶车款 | Mazda（Ẽfini）RX-7 Type R 初期为Porsche 928 GT |
| 车牌号码 | 未知                                           |
| 改装者   | RGO改装厂                                      |

一名進口車商老闆，少年時期曾經是暴走族，10年前於谷田部測試跑道時发生严重事故，导致腿部受伤。在一次的夜遊駕駛一輛保時捷928時於灣岸線上遇到「惡魔之Z」和10年都没退出過的Black Bird，受到它们的影響而重新燃起賽車的靈魂，相當崇拜大田和夫這位暴走族裡的老前輩，日後兩人熟識，被大田看中，拉攏他加入Speed Factory RGO並擔任跑車測試員。他從大田和夫那里获得山中打造的RGO展示車，一款经过高度改裝的萬事得 RX-7 FD3S。他特别喜欢轉子发动机，并且通过处理能力弥补了原始动力的不足。最终因爆缸败给他们，在故事結尾，女友麻美辭掉了模特兒工作，私底下購買了一台FD向正紀表白，希望他不再沉迷賽車，和她結婚共組家庭。由于不明原因，正纪在动画版從未登場，但他的FD在动画版第21集中被简要展示。他的FD类似《頭文字D》中高橋啟介的FD，因为兩輛車都经过调校并且具有相同的颜色。
山本和彥
| 名字     | 山本和彥(中文)/山本 和彦(やまもと かずひこ)(日本)/Yamamoto Kazuhiko(英文) |
| 配音     | 志村知幸(日本)                                                            |
| 駕駛車款 | Nissan Skyline GT-R V-spec II(BNR34)                                      |

改裝店「YM SPEED」的老闆，曾經因為鄙視賽車而拒絕賽車手們的改裝請求，只幫零奈改裝，後來因為「惡魔之Z」的復活而重新燃起對於改裝賽車的熱情，將店招牌換回昔日的「YM SPEED」並重啟改裝跑車的生意。
零奈的R32的專屬改裝師。為零奈的安全著想而在改裝時刻意降低馬力，導致零奈在與明雄的競賽中落敗
相澤圭一郎
| 名字     | 相澤圭一郎/相沢 圭一郎(あいざわ けいいちろう)/Aizawa Keiichirō(英文)                                                 |
| 配音     | 鈴村健一(日本) |
| 駕駛車款 | Toyota Supra(JZA80)                                                                                                  |
| 車牌號碼 | 橫濱 34 を/て 61-980                                                                                                 |
| 改裝者   | 北見淳(引擎)、高木優一(車體)、富永公(電腦)、吉岡健一(排氣管)、上田義一(車輪)、佐佐木元(空力套件)、大田和夫、山本和彥 |

一名大學生，相澤洸一的兒子。受到父親影響而對賽車相當著迷，於是買了一部豐田Supra來自己改裝，不停在首都高上飆車。為了養車，他一直在夜店工作，導致荒廢學業了一段時間。當遇上「惡魔之Z」和Black Bird後便開始產生超越Z和Black Bird的念頭。他開始尋求北見、山本等父親的昔日好友協助改裝，同時也是為了繼承父親的遺志，把Supra改造成一部有800hp馬力的超級跑車。這時同樣著迷賽車的同伴決定收山，並著圭一郎也考慮將來，但圭一郎為打敗Z和Black Bird，仍執迷不悟。在最後一場比賽中，因為馬力過大導致車體剛性不足，Supra開始變得難以駕馭，在比賽途中想起父親生前忠告別走他當車手的路，最後忍痛放棄比賽
在《相澤篇》結束時，父親的昔日好友將Supra修好，將馬力下調到400hp，並將車色改成與父親的豐田Celica XX一樣的銀色，交給圭一郎並要他繼續開下去。
黑木隆之
| 名字     | 黑木隆之/黑木 隆之（くろき たかゆき）/Kuroki Takayuki(英文) |
| 配音     | 高瀨右光（日本)                                             |
| 駕駛車款 | Nissan Skyline GT-R V-spec(BCNR33)                          |
| 車牌號碼 | 練馬 33 き 26-649                                           |
| 改裝者   | 自己                                                        |

改裝師，學者型人物，改裝協會「R-200俱樂部」會員，開設了維修店「Flat Racing」。喜歡用數據分析制定賽車策略，因而有自己的見解。擁有一部Skyline GT-R R33跑車，甚至認為只有R33才稱得上是「完美的跑車」。因此不惜花大量精力去研究和改裝自己的R33，甚至令自己的維修店生意一落千丈也在所不計。與「惡魔之Z」的比賽中不相伯仲，最後因為引擎爆缸而沒有分出勝負。比賽之前俱樂部有伙伴的車廠經營不善而跑路，他與一眾伙伴反目，並怒而退會，最後發現真心支持自己的，只剩下一直暗戀他的大學同學美香。
神谷英次
| 名字     | 神谷英次/神谷 英次 （かみや えいじ）/Kamiya Eiji(英文) |
| 配音     | 宮本充（日本）                                         |
| 駕駛車款 | Mitsubishi Lancer Evolution V                          |
| 車牌號碼 | 大阪 33 へ 81-265                                      |
| 改裝者   | 自己、大田理香子                                       |

大阪人，在大阪經營水果批發，工餘時間有改裝汽車的嗜好。後來偶然間認識北見淳，因受到北見淳的慫恿而決定到東京投靠RGO Speed，打算在首都高與「惡魔之Z」比賽。座駕為一輛藍色的Evo V，由大田理香子改裝引擎，也因此與大田理香子發生感情。然而他本無長留東京之意，只給了兩、三個月自己，結果比賽過後如期返回大阪，連理香子的苦勸也不理會。
城島洸一
| 名字     | 城島洸一/城島 洸一（きじま こういち）/Kijima Kōichi |
| 配音     | 堀川仁（日本）／賀宇傑（台灣）                      |
| 駕駛車款 | Mazda Savanna RX-7 GT-X(FC3S)                       |
| 車牌號碼 | 沼津 55 し 61-725                                   |
| 改裝者   | 自己、富永公、町田                                  |

汽車評論家，前「ZERO」改裝店的主車手,曾經被稱為「大嘴先鋒兵」。他除了有為汽車雜誌撰文外，也在電視台与秋川零奈搭档主持汽車節目「Drive Go Go」。後來他常關注首都高動態，決定也參與其中，誓要超越「惡魔之Z」。他在箱根找回了在ZERO時駕駛過的萬事得RX-7 FC3S，由自己和富永公改裝。但因為自己的改裝技術落後，最後在與Z和Black Bird比賽時失速放棄。他的FC类似于《头文字D》中高桥凉介的FC，因为兩輛車都经过调校并具有相同的颜色。

### 其他赛车手
原田（Harada，聲：代永翼（日本））
駕駛車款：Nissan Fairlady Z（Z31）
平本洸一的同事，很留意首都高的動態，於是為了超越所有首都高賽車手而用50萬日圓買了一輛日產Fairlady Z（Z31）。
耕太（Kōta，聲：大原崇（日本））
駕駛車款：Nissan Silvia（S14）
相澤圭一郎的兒時玩伴兼車友，喜歡真希。後來對於賽車界感到疲倦，把自己的日產Silvia S14賣了並退出了賽車手生涯。
三木安彥（Miki Yasuhiko，聲：風間勇刀（日本））
店名：Night on Racing
「R-200俱樂部」會員，因為過度沉迷汽車改裝而荒廢了自己的生意，最後破產跑路。
元木康郎（Motoki Yasurō，聲：四宮豪（日本））
店名：CCR Factory
「R-200俱樂部」會員，十分喜愛日產Skyline GT-R系列，也是第一个要挡下「恶魔之Z」和Black Bird的人(动画版)。与園田同时在过程中打滑把R33撞壞。因為看中了R34而換了車。
園田順（Sonoda Jun，聲：福松進紗（日本））
店名：JPP Racing
「R-200俱樂部」會員。有一辆R33 GT-R，也是第二个要挡下「恶魔之Z」和Black Bird的人(动画版)。与康郎同时在过程中打滑撞坏了R33。
安岡光（Yasuoka Hikaru，聲：西凜太朗（日本））
店名：
「R-200俱樂部」會員。
帝塚良一（Tezuka Ryoichi，聲：松尾大亮（日本））
店名：Power House Japan
「R-200俱樂部」會員。有一辆R33 GT-R，也是第三个要挡下「恶魔之Z」和Black Bird的人，但最后失败(动画版)。
大山春吉（Oyama Haruyoshi，聲：小谷津央典（日本））
「R-200俱樂部」會員。
神谷真樹（Kamiya Maki，聲：鈴木達央（日本））
駕駛車款：Mitsubishi Lancer Evolution VI
神谷英次的弟弟，但沒有血緣關係。

### 後期登場人物
因動畫版只改編到《幻之FC》的章節，只有大型電玩的故事模式才有改編此後至連載結束後的劇情。
友也
| 名字     | 友也(中文)/Tomoya(英文)                                                                                           |
| 驾驶车款 | - 初期為Honda Integra Type-R (DC2) - 中期為Nissan Skyline GT-R V-Spec II (BNR34) - 后期为Nissan Skyline GT-R(R32) |

一家职业学校的学生，被称为「R杀手」，駕駛本田Integra Type-R（DC2）。在一天晚上遇见Black Bird并尝试超越他，最后導致DC2爆缸。友也就换了後藤元的R34。在横羽线行驶时，遇见了明雄的Z，并和明雄交朋友。一次与Black Bird比赛时把R34撞坏了。后来明雄给友也体验零奈的R32，也买了一辆和明雄一起改装，移植了R34的動力。就在决战当天因失速放弃比赛，并离开ACE。
森下真琴
| 名字     | Morishita Makoto(森下 マコト) 森下真琴                                               |
| 驾驶车款 | - 初期為 Subaru Impreza WRX STi Version VI(GC8) - 後期為Nissan Fairlady Z 300ZX(Z32) |

零奈的好朋友，驾驶男友送的速霸陸Impreza。有一次遇见「恶魔之Z」，还听到Z特殊的引擎声，使她脑海里念念不忘，并把车换成山下的Z32。有一天遇见明雄驾驶有装F1涡轮的Black Bird，叫她坐在旁边体验。后来真琴听富永公得知这辆Z32曾经在赛车场打破新纪录，某天比赛跑一圈引擎突然爆缸，而且还是山下改装，富永公设定和木村的F1涡轮。最后与Z和Black Bird比赛结束后，辞职工作并放棄Z32。
岸田勇治
| 名字     | Kishida Yūji (岸田 ユウジ) |
| 驾驶车辆 | Honda S2000 Type-S (AP2)   |

山本和彦的同父异母兄弟，是一名摄影师，对二战的战斗机有兴趣，所以收集很多战斗机模型。一次与和彦驾驶R33时遇见Black Bird，视它为「公路上的梅塞斯密特」，後來也遇见「恶魔之Z」。因此他决定找一輛最好的「地上的零式戰鬥機」以超越Black Bird和Z。和彦让勇治体验擁有转子发动机的RGO FD和一輛本田NSX，但发现他并不满意。後來突然被本田推出的新跑车S2000吸引并决定改装它打败Black Bird和Z，但最终還是输了比赛。
荻島信二
| 名字     | Ogishima Shinji (荻島 信二) |
| 驾驶车辆 | Mazda RX-7 Type R (FD3S)    |

汽车杂志「GT Cars」编辑，也是一名驾驶专家，但当时对赛车没兴趣。一次在驾驶途中遇见和彦的R33，还超越了萩島，他朋友介绍他去RGO改装。某天遇见零奈的R并要超越她，结果转弯不急把车尾撞坏了，并决定辞职去RGO工作。後来遇见Black Bird，达也让他体验自己的车，也遇见传说中的「恶魔之Z」，与明雄体验寶馬M3的特别引擎，开始对赛车感兴趣。最终与Z和Black Bird比赛结束后辞职离开並回去当杂志编辑。

### 其他角色
朝倉惠理子（Asakura Eriko，聲：能登麻美子（日本）／鄭可欣（台灣））
Z的第一任車主朝倉晶夫的妹妹，與島達也有感情關係，為了避免明雄走入哥哥的後塵而曾經意圖想毀滅Z，後來被島達也阻止。之後選擇到英國深造而放棄這段羈絆。
高橋正輝（Takahashi Masaki，聲：古島清孝（日本））
改裝師高橋功太的弟弟，明雄的高中同學，在功太的工廠幫忙並協助他修理Z。
島田琉美（Shimada Rumi，聲：小林沙苗（日本））
明雄的老師，因為發現明雄差劣的出席紀錄而暗中查訪。
平本惠（Hiramoto Megumi，聲：川上倫子（日本））
平本洸一的妻子，懷有洸一的孩子，極力反對洸一賽車。
真希（Maki，聲：名塚佳織（日本））
相澤圭一郎的兒時玩伴。喜歡相澤圭一郎。
井上美香（Murakami Mika，聲：東山麻美（日本））
汽車雜誌記者，自大學時期就暗戀黑木隆之。
神谷惠理子（Kamiya Eriko，聲：早水理沙（日本））
神谷真樹的親生母親，神谷英次的繼母。
町田（Machida，聲：藤原啟治（日本））
前「ZERO」成員。

### 已故車手
朝倉晶夫（Asakura Akio，聲：關智一）
駕駛車款：Nissan Fairlady Z（S30）
車牌號碼：橫濱 33 て 53-681
改裝者：北見淳(引擎)、高木優一(車體)
「惡魔之Z」誕生後(即被北見淳改裝後)的第一位車主，朝倉惠理子的哥哥，島達也的好朋友和勁敵。雖然跟明雄的名字的漢字寫法不一樣但日文發音卻同樣是Akio，兩人雖然不認識但曾經在路上擦身而過。第一位成功駕馭「惡魔之Z」的車手，因此曾有一段時間在灣岸線上很有名，但在兩年前一次駕車使用備用鑰匙開車，結果在灣岸線上發生意外當場死亡，從此Z失去了能駕馭它的夥伴，而不斷讓其他無法駕馭的新車主發生事故，直到遇上明雄為止。
相澤洸一（Aizawa Kōichi，聲：川島得愛）（幻影的最高速賽手）
駕駛車款：Toyota Celica XX 2800GT（Double X）
車牌號碼：未知
改裝者：北見淳（引擎）、高木優一（車體）
相澤圭一郎的父親，和北見淳、高木優一、富永公、吉岡健一、上田義一、佐佐木元、大田和夫以及山本和彥等八名改裝師是同期的好友，駕駛一輛2.8L的Celica XX，和「惡魔之Z」一樣由北見淳改引擎，高木優一改車體，擁有可在公路上跑出300 km/h的速度。對速度相當著迷，甚至已到了無法收手的地步，因此每個人都認為，相澤有一天會死於車禍，而且也應該是超過250 km/h的速度。然而，卻因為躲避街道上的酒醉者而喪命，據說當時連50 km/h都不到，所有夥伴都因此很訝異。每到他的忌日，相澤的夥伴們都會來到他的事故地點哀悼他，除了北見外。自知無法抽身，因此生前常勸兒子圭一郎別走他賽車的路。

## 登场改装厂和改装师

### 北見改裝
「惡魔之Z」的創造者，老闆北見淳經常被稱為「地獄的改裝師」
北見淳的本業為自行車店「北見自行車」的老闆，汽車改裝店則是在一個租來的私人車庫

### YM SPEED
舊名為「山本自動車」，但老闆山本和彥曾經因為鄙視賽車而拒絕賽車手們的改裝請求。後來因為「惡魔之Z」的復活而重新燃起對於改裝賽車的熱情，於《R200 CLUB黑木篇》中將改裝店的招牌換回昔日的「YM SPEED」，重啟改裝賽車的生意。

### RGO
全名為「Racing Gang Ota」。大田和夫的改裝店。在漫画中调整正紀的馬自達RX-7 FD3S和由大田和夫本人和山中自己驾驶的浅蓝色日產Skyline GT-R R33。 和夫对北见淳很熟悉并且对任何试图追捕「恶魔之Z」的人都嗤之以鼻。他的女儿理香子是一名大学生，在他的庇护下学习。雖然没有经验但願意学习甚至开始尝试实际的改裝，驾驶一輛日产Silvia。她实际上是从中学开始修理发动机，拆除报废的发动机（并被父亲责骂），最后她就是组装调音车间演示车引擎的人，粉红色的GT-R R33。她也是负责提升神谷英次的三菱Lancer Evolution V和她的父亲的人（英次试图让她和他一起回到大阪，但她坚决拒绝）。她甚至不得不修补「恶魔之Z」的引擎，在调整它的过程中尽量完全分开。据透露，十年后，她将从父亲那里继承RGO。挑战Black Bird的Yamanaka也在这里工作并驾驶一輛GT-R R33。由於不明原因，当理香子拥有该商店的所有权时，该商店更名为Rikako Speed Factory。

### 改裝師
北見淳（Kitami Jun，聲：三宅健太（日本）／賀宇傑（台灣））（地獄的改裝師）
店名：北見自行車
被稱為「地獄的改裝師」，曾經改裝過Black Bird和「惡魔之Z」。被他改裝過的車都具備極強的性能甚至難以驚馭，「惡魔之Z」就是最好的例子。性格陰沉，喜歡慫恿別人賽車，但又孤僻，愛獨自一個人。以前曾經做過的賽車手，因為曾在東名線上出過車禍，因此臉上有一條傷疤
高木優一（Takaki Yūichi，聲：立木文彥、岡林史泰(年輕時)（日本）／王俊博（台灣））（鐵和鋁的天才）
店名：Body Shop Sunday
車體方面的專家，光頭，高中畢業後即進入一家汽車車體廠工作，後來開設自己的改裝店「Body Shop Sunday」，專門為改裝車提供不同材料製造的車體，因此人稱「鐵和鋁的天才」。經他手改裝過的車輛包括「惡魔之Z」和Black Bird。愛喝烏龍茶。
大田和夫（Oota Kazuo，聲：勝沼紀義（日本））
店名：RGO Speed Factory
展示車:Nissan Skyline GT-R V-spec (BNR33)
「RGO Speed Factory」老闆，眾多汽車改裝店中最成功的一家。專精轉子引擎車系，近年也專注於日產Skyline GT-R車系的改裝，店裡有一部GT-R R33展示車，其耐力甚至能與「惡魔之Z」匹敵。明雄的Z經過了RGO的改裝後一舉擊敗了Black Bird等一眾對手，稱霸灣岸線。
大田理香子（Oota Rikako，聲：田中理惠（日本））
店名：RGO Speed Factory
大田和夫的女兒，在父親的改裝店裡協助父親。明雄的「惡魔之Z」就是由她改裝。在神谷英次來到RGO時還一度愛上了神谷。
富永公（Tominaga Kō，聲：千葉進歩（日本））(噴射富永)
店名：Tominaga Speed
與高木、北見和山本同時期的改裝師，擅長汽車的電腦設定，在改裝ECU的領域上小有名氣。
打造相澤的Supra時負責ECU的調教。
高橋功太（Takahashi Kota，聲：勝杏里（日本））
店名：高橋自動車
展示車:Mazda Savanna RX-7 GT-X（FC3S）
故事前期登場，明雄的高中同學「小馬」的哥哥，汽車維修店「高橋自動車」的老闆。
在「惡魔之Z」遭遇多次意外後把它收留在工場中，打算報廢。當明雄打算要修好Z時極力勸阻，理由是認為Z不但危險而且難以駕馭。
澤松（Sawamatsu，聲：岸祐二（日本））
店名：澤松鐵工所
平本洸一的好友，協助平本改裝他的GT-R R32，負責改造R32的排氣管。
佐佐木元（Sasaki Gen，聲：高橋研二（日本））
店名：Speed Shop Mach
高木和山本等人的夥伴，專精於空力套件。
打造相澤的Supra時負責車體的空力套件。
上田義一（Ueda Yoshikazu，聲：武虎（日本））
店名：Drag Racing
Supra的協力者之一，善於底盤、懸吊和車輪改裝。
吉岡健一（Yoshioka Ken'ichi，聲：蓮池龍三（日本））
店名：吉岡Engineering
Supra的協力者之一，專精排氣管的改裝。

## 登場車款
以下是按英文字母順序排列劇中登場的車款。
原作改編遊戲時，因為車廠授權的關係，一部份角色的愛車無法完全採用漫畫的設定，要替換成別款車型，該名角色才能遊戲中登場。
例如美商藝電曾與保時捷簽訂長達17年的獨佔合約，在這期間，其他遊戲廠商要收錄保時捷的車款只能收錄RUF或GEMBALLA這些保時捷改裝廠所生產的車款。直到2016年末合約失效，兩方不再續約，藝電以外的廠商才得以正式收錄保時捷的車輛。
Black Bird在早期的灣岸無印版與PS2版實為一台RUF RCT，MAXIMUM TUNE日本版1到3DX+是GEMBALLA 3.8RS，海外版MT1～3DX+因版權因素，以日產350Z替代，直到四代完全統一使用RUF CTR，六代適逢EA的合約失效，保時捷911才正式於灣岸6代登場。

### Nissan（日產車）
Fairlady Z（S30）/ 300ZX (Z31、Z32）
駕駛者：朝倉明雄
改裝者：朝倉明雄、高橋正輝、北見淳、高木優一、大田理香子
日產Z系列是日產旗下的一個跑車系列，第一代最早於1969年推出，Z31是屬於第三代，於1983年推出；而S30則屬於第一代的其中一個版本，於1971年出產。而本作中的「惡魔之Z」正是S30。
主角朝倉明雄原本是駕駛一輛Z31，某天從高橋功太的口中得知有一家汽車解體工廠進了一輛報廢的Z31，但明雄到了解體工廠後卻發現了一輛S30，決定不惜花盡財力將Z31賣掉，買下這輛即將報廢的S30並修好他。修好Z之後因為自己的駕駛技術不成熟而在與Black Bird對決中撞毀了Z，事後高橋功太得知此車曾經發生過很多次意外，勸明雄放棄這部Z，以求安全著想，但明雄毅然堅決還是要修好他。此後這部「惡魔之Z」開始重出江湖，成為朝倉明雄在首都高的最佳伙伴。
在真人版電影中，故事初期的明雄是駕駛較新型的Z32，另外在電影中的幾個「惡魔之Z」的鏡頭是用2+2車型的S30Z作為替身車，翻車事故部分則是使用一輛改裝後的1975年的三菱Lancer Celeste來做為替身。
Skyline GT-R（BNR32）/ V-spec（BNR33）/ V-spec II（BNR34）
駕駛者：秋川零奈（R32）、平本洸一（R32）、RGO的山中（R33）、R200俱樂部全部會員（R33）、元木康郎（R34）、山本和彥（R34）
改裝者：山本和彥、澤松、RGO、R200會員各自所屬的店家、CCR FACTORY、YM SPEED
日產Skyline本來是王子汽車於1957年推出的一款房車型號，後來因日產收購了王子汽車而開始衍生出跑車版本，其中1989年8月推出的R32配備四方形頭燈和四個圓形尾燈，採用六缸雙渦輪增壓引擎RB26DETT，採用扭力可分式的電控四輪驅動底盤，馬力為日本車廠協定的280匹，0-100km/h的加速度為5.6秒。

### Porsche（保時捷汽車）
911 Turbo（930）
駕駛者：島達也
改裝者：了解保時捷的車行老闆（第6集前）、北見淳（第6集後）
保時捷911是德國著名跑車公司保時捷旗下的皇牌車型，於1964年起已經開始推出，由推出起外形基本大同小異。而其中第三代的911則被稱為930
，於1989年至1993年間生產。
在本作中乃「惡魔之Z」的競爭對手，被稱為「Black Bird」，曾經有一段時間在灣岸線上一支獨秀。由於只是一輛普通的改裝跑車，因此在時間的流逝下動力會不斷流失。一次事故中（速度還不到50km/h）把Black Bird的車體撞得歪七扭八，連北見和高木都束手無策。島達也提議重造車架並把車殼換成碳纖維複合式鋼材藉此降低車身的重量並大幅度提升操控性，但代價是無法再通過車檢。然而島達也知道距離車檢還有一年，而一年後便會把它報廢，也就是說，Black Bird在一年後便會從此永遠消失在灣岸線上了。

### Ferrari （法拉利汽車）
Testarossa
駕駛者：石田義章
改裝者：北見淳
簡稱Testa，意大利著名跑車公司法拉利旗下的一款後、中置引擎後輪驅動的跑車，是512 BBi和F512M之間的車款，於1984至1992年間生產，引擎是一顆排氣量約4.9L的水平對臥12汽缸48汽門Berlinetta引擎，原廠的最大馬力為374hp/9000rpm（拔掉觸媒轉化器後可提升至384hp/9000rpm），搭配五速手動變速器，軸距為2550mm，長寬高則分別是4486mm/1976mm/1130mm，車身材料為早期的輕量車所使用的鋁合金。
劇中石田義章的Testa本身並沒有經過特殊改裝，只有加裝側裙和尾翼等空力套件，在兩度輸給「惡魔之Z」後找上了北見淳並請他改裝Testa，要讓他跑的比Z快。北見得知該車售價約2000萬日圓，便開出1000萬元的改裝費，以昂貴的價格來保證他能把Testa改到比Z快。經過北見的改裝，Testa成功獲得更大的動力，最大馬力提升到600hp/9000rpm，極速亦可跑到300 km/h的等級，但在比賽時，雖然Testa的動力已和Z不分上下，但不曉的是當時剛大修後的Z狀況極佳還是石田的技術不如明雄，Testa仍很難追上Z，更別說超越他，到後來為了閃躲一輛卡車而失控打轉360度後停下，所幸人車皆無傷。
因為法拉利的日本授權在世嘉的手中，因此截至目前的所有灣岸MT系列作都看不到法拉利的身影，石田在MT3只在劇情裡的副駕駛座登場，3DX和3DX+的2款作品升格為可對戰角色，駕駛車款為Gemballa Avalanche，海外版為速霸陸SVX，4代改為Corvette ZR1，6代再度換成林寶堅尼Aventador LP700-4。

### 馬自達
Savanna RX-7 GT-X（FC3S）
駕駛者：城島洸一
改裝者：自己、富永公、町田
馬自達RX-7是日本馬自達汽車公司在1978年至2002年間生產、搭載轉子引擎的雙門跑車。RX-7共推出了三代，而本作中登場的是第二代的FC3S，於1985年推出。引擎採用內附中央冷卻器的13B-DEI型渦輪增壓轉子引擎，輸出功率提升至185ps/6500rpm。同時增加了動態追蹤懸吊系統（Dynamic Tracking Suspension System，即DTSS）和自動調整懸吊系統（Auto Adjusting Suspension，即AAS），提高了過彎時的穩定性。
本作中的FC是城島洸一的座駕，為城島挑戰Z的工具。

### Toyota（豐田汽車）
Supra RZ（JZA80）
駕駛者：相澤圭一郎
改裝者：大田和夫、山本和彥（引擎）、高木優一和朝倉明雄（車體）、富永公（電腦）、吉岡健一（排氣管）、上田義一（車輪）、佐佐木元（進氣）
豐田旗下的一款雙門跑車，共出了五代（本作中登場的JZA80為第四代），第四代於1998年停產，然後於2019年重新生產第五代，擁有當代前衛化的造型，改裝車中熱門車型之一，因為擁有無限的改裝潛力，被台灣汽車改裝業稱為賽車界的「牛魔王」。Supra掛載一顆3.0升，直6汽缸24汽門的2JZ-GTE引擎，有分NA自然進氣和Turbo渦輪增壓兩種版本，NA自然進氣版最大馬力為220hp / 5800 rpm（1993年~1997年的數據，1998年最終版為225hp），Turbo渦輪增壓版最大馬力為320 hp / 5800 rpm（1993年~1998年的數據），但這都是原廠數據，渦輪增壓版經改裝後，馬力可輕鬆超過800hp，經密切的改裝，要破1000hp也可以辦的到，並搭配原廠的6速手排變速箱，可謂怪物機器。驅動方式為前置引擎後輪驅動。
圭一郎的Supra本身就有改裝，但是不精，認真講只是提升了動力而已，採用單渦輪（T87）增壓，最大馬力提升到500 hp，不是完美的改裝。圭一郎決定委託山本，而山本見此車，也找來大田等人加入來改裝。在山本和大田等一眾改裝師之手下，Supra的最大馬力提升到800hp，但提升的動力不是重點，真正厲害的高木所做的車體，他把車體後方的部份改得相當柔軟，使它容易被扭轉，車體在承受引擎最大動力的情況下會被扭轉到極限，這扭轉的過程中汽車會頓時停止加速，但只是暫時，隨後被扭轉的車體會產生引擎外的另一股力量推動車子前進產生更大的加速度。但致命的問題就來了，一旦讓車體承受的動力超出負荷，就會扭轉過度而變成無法復原的變形，此時這輛車就等於死了，變形後的車體根本不能好好的開，更別說承載800hp的馬力高速行駛，車會變的極難操控又不穩定。
最後圭一郎上路時，Supra就因為如此而導致接近失控的狀態。儘管圭一郎操控技術過人，開著如此不穩定的車，仍頻頻失控，不斷滑胎到接近甩尾的程度。圭一郎本想前進下去，但想到了父親生前著他別沉迷賽車的話，又想到同伴們勸他盡早收山的忠告，他開始質問自己為什麼要賽車下去，因此減速放棄。停下來後發現車體已有嚴重的縐褶，認為自己再也無法駕馭它，便送給山本。但山本等人把受損的車體修補好，並把最大馬力降到400hp後交回給圭一郎，並告訴他今後就把它當普通的車來開就行了，此時圭一郎覺得這傢伙沒有他，連直走都不行，所以決定收回這輛車。

### 三菱汽車
Lancer Evolution V GSR（CP9A）/ VI（CP9A）
駕駛者：神谷英次、神谷真樹
改裝者：神谷英次、大田理香子
三菱汽車旗下的皇牌車型三菱Lancer演變而來的賽車版本，一共推出了10代，是三菱為參加拉力賽而設。最初只在日本本土發售，直至1998年，Lan Evo由於在世界拉力錦標賽的佳績而名聲大振，才開始銷往英國等歐洲市場；2003年第八代開始，再出口到北美。
本作中神谷英次所駕駛的是第五代的版本，弟弟真樹則是第六代。在灣岸MT1與2的時候，CP9A車系只有收錄Evo6，故事模式的英次的駕駛車款只能隨弟弟的設定使用Evo6，直到3代引進Evo5才有遵循原作的設定。

## 出版書籍
灣岸競速
| 卷數 | 講談社         | 講談社                 |
| 卷數 | 發售日期       | ISBN                   |
| ---- | -------------- | ---------------------- |
| 1    | 1993年1月5日   | ISBN 978-4-06-323372-8 |
| 2    | 1993年12月27日 | ISBN 978-4-06-323444-2 |
| 3    | 1994年12月2日  | ISBN 978-4-06-323507-4 |
| 4    | 1995年12月1日  | ISBN 978-4-06-323569-2 |
| 5    | 1996年10月2日  | ISBN 978-4-06-336621-1 |
| 6    | 1997年2月4日   | ISBN 978-4-06-336649-5 |
| 7    | 1997年5月1日   | ISBN 978-4-06-336663-1 |
| 8    | 1997年9月3日   | ISBN 978-4-06-336685-3 |
| 9    | 1997年12月3日  | ISBN 978-4-06-336705-8 |
| 10   | 1998年3月4日   | ISBN 978-4-06-336723-2 |
| 11   | 1998年7月3日   | ISBN 978-4-06-336741-6 |
| 12   | 1998年11月4日  | ISBN 978-4-06-336766-9 |
| 13   | 1999年3月3日   | ISBN 978-4-06-336787-4 |
| 14   | 1999年6月2日   | ISBN 978-4-06-336803-1 |
| 15   | 1999年10月4日  | ISBN 978-4-06-336824-6 |
| 16   | 2000年2月1日   | ISBN 978-4-06-336851-2 |
| 17   | 2000年5月2日   | ISBN 978-4-06-336868-0 |
| 18   | 2000年9月4日   | ISBN 978-4-06-336892-5 |
| 19   | 2001年2月2日   | ISBN 978-4-06-336926-7 |
| 20   | 2001年6月4日   | ISBN 978-4-06-336953-3 |
| 21   | 2001年10月3日  | ISBN 978-4-06-336983-0 |
| 22   | 2002年2月4日   | ISBN 978-4-06-361016-1 |
| 23   | 2002年6月4日   | ISBN 978-4-06-361044-4 |
| 24   | 2002年9月4日   | ISBN 978-4-06-361067-3 |
| 25   | 2002年12月24日 | ISBN 978-4-06-361095-6 |
| 26   | 2003年4月2日   | ISBN 978-4-06-361119-9 |
| 27   | 2003年7月2日   | ISBN 978-4-06-361139-7 |
| 28   | 2003年12月5日  | ISBN 978-4-06-361181-6 |
| 29   | 2004年5月6日   | ISBN 978-4-06-361229-5 |
| 30   | 2004年10月6日  | ISBN 978-4-06-361259-2 |
| 31   | 2005年4月30日  | ISBN 978-4-06-361314-8 |
| 32   | 2005年8月5日   | ISBN 978-4-06-361363-6 |
| 33   | 2005年12月26日 | ISBN 978-4-06-361410-7 |
| 34   | 2006年5月2日   | ISBN 978-4-06-361442-8 |
| 35   | 2006年8月4日   | ISBN 978-4-06-361461-9 |
| 36   | 2006年12月26日 | ISBN 978-4-06-361512-8 |
| 37   | 2007年4月6日   | ISBN 978-4-06-361529-6 |
| 38   | 2007年7月6日   | ISBN 978-4-06-361568-5 |
| 39   | 2007年12月6日  | ISBN 978-4-06-361612-5 |
| 40   | 2008年4月4日   | ISBN 978-4-06-361643-9 |
| 41   | 2008年9月5日   | ISBN 978-4-06-361684-2 |
| 42   | 2008年12月26日 | ISBN 978-4-06-361744-3 |

灣岸競速 C1挑戰者
| 卷數 | 講談社        | 講談社                 |
| 卷數 | 發售日期      | ISBN                   |
| ---- | ------------- | ---------------------- |
| 1    | 2009年11月6日 | ISBN 978-4-06-361771-9 |
| 2    | 2010年3月5日  | ISBN 978-4-06-361875-4 |
| 3    | 2010年7月6日  | ISBN 978-4-06-361914-0 |
| 4    | 2010年12月6日 | ISBN 978-4-06-361962-1 |
| 5    | 2011年3月4日  | ISBN 978-4-06-382016-4 |
| 6    | 2011年6月6日  | ISBN 978-4-06-382036-2 |
| 7    | 2011年10月6日 | ISBN 978-4-06-382070-6 |
| 8    | 2011年12月6日 | ISBN 978-4-06-382122-2 |
| 9    | 2012年3月6日  | ISBN 978-4-06-382144-4 |
| 10   | 2012年5月7日  | ISBN 978-4-06-382171-0 |
| 11   | 2012年7月6日  | ISBN 978-4-06-382199-4 |
| 12   | 2012年10月5日 | ISBN 978-4-06-382208-3 |

銀灰的Speed Star
| 卷數 | 副標題               | 小學館         | 小學館                 |
| 卷數 | 副標題               | 發售日期       | ISBN                   |
| ---- | -------------------- | -------------- | ---------------------- |
| 1    | SERIES 1 ターボ3.6   | 2014年11月28日 | ISBN 978-4-09-186603-5 |
| 2    | SERIES 2 GT-R (RB26) | 2015年5月29日  | ISBN 978-4-09-187025-4 |

首都高SPL -銀灰的SPEEDSTER-
| 卷數 | 講談社        | 講談社                 |
| 卷數 | 發售日期      | ISBN                   |
| ---- | ------------- | ---------------------- |
| 1    | 2018年1月5日  | ISBN 978-4-06-510625-9 |
| 2    | 2018年5月7日  | ISBN 978-4-06-511378-3 |
| 3    | 2018年11月6日 | ISBN 978-4-06-512812-1 |
| 4    | 2019年9月6日  | ISBN 978-4-06-516647-5 |

### 其他書籍
小說版
| 卷數         | 講談社         | 講談社                 | 著者      |
| 卷數         | 發售日期       | ISBN                   | 著者      |
| ------------ | -------------- | ---------------------- | --------- |
| 灣岸MIDNIGHT | 1995年7月3日   | ISBN 978-4-06-324306-2 | 清水 草一 |
| 灣岸MIDNIGHT | 1997年11月28日 | ISBN 978-4-06-324323-9 | 清水 草一 |

公式導讀手冊
2000年10月20日、ISBN 978-4-06-334345-8
2001年10月3日、ISBN 978-4-06-334463-9
2004年10月6日、ISBN 978-4-06-334921-4
2006年8月4日、ISBN 978-4-06-372180-5

## 電視動畫
《灣岸Midnight》動畫版的劇情主要以漫畫單行本第1~24卷的劇情內容為基礎，但在劇情上有明顯的出入，例如島田老師與明雄等人互動的情節在動畫版都是輕描淡寫地帶過，漫畫SERIES:16~24的正紀篇未被改編成動畫，在《相澤篇》之後的篇數中，劇情的某些要角的戲分遭刪除。(例如：RGO改裝師山中對決Black Bird的戲碼)
開場劇情漫畫是設定朝倉惠理子和島達也在朝倉晶夫事故地點哀弔他，回程途中遇到仍開Z31的明雄並超他的車，而動畫則是一開場就是明雄開著惡魔之Z狂飆，然後又以回顧的方式回到數月前明雄開Z31被BLACK BIRD超車的畫面。另外人物的畫風在漫畫前期有很大的落差，但漫畫的部份到後期畫風不斷修改而與動畫變的十分貼近。

### 製作人員
- 監督 - 冨永恒雄
- 監修 - 土屋圭市、Hot-Version編輯部
- 系列構成、脚本 - 岸間信明
- 人物設計 - 香川久
- 機械設計 - 横井秀章
- 美術設定 - 桑原悟
- 美術監督 - 諸熊倫子
- 色彩設定 - 西表美智代
- 攝影監督 - 中村昌樹
- 3DCG - pastel
- 編輯 - 小深田真次
- 音響監督 - 三間雅文
- 音楽 - 梅堀淳
- 執行製作人 - 宇佐美廉
- 製作人 - 福田佳与
- 動畫製作 - A.C.G.T
- 製作 - OB企劃

### 主題曲
片頭曲
〈lights and any more〉
歌 - TRF
片尾曲
〈Talkin' bout good days〉
歌 - Mother Ninja

### 各話列表
| 話數   | 日文標題 | 中文標題           | 分鏡            | 演出     | 作画監督          |
| ------ | -------- | ------------------ | --------------- | -------- | ----------------- |
| 第1話  |          | 惡魔之Z            | 工藤進          | 久原謙一 | 福世孝明          |
| 第2話  |          | Black Bird         | 久原謙一        | 徳本善信 | 北崎正浩          |
| 第3話  |          | GT-R的少女         | 冨永恒雄        | 布施康之 | Kim Eun Su        |
| 第4話  |          | 第三個男人         | 久原謙一        | 久原謙一 | 福世孝明          |
| 第5話  |          | 地獄的改造者       | 工藤進          | 徳本善信 | 北崎正浩          |
| 第6話  |          | 新機器             | 木村寛          | 木村寛   | 松本文男          |
| 第7話  |          | 被迷惑的人         | 冨永恒雄        | 布施康之 | Kim Eun Su        |
| 第8話  |          | 灣岸的幽靈         | 久原謙一        | 久原謙一 | 福世孝明          |
| 第9話  |          | 甦醒的惡魔         | 木村寛          | 徳本善信 | 北崎正浩          |
| 第10話 |          | 激戰               | 冨永恒雄        | 久原謙一 | 松本文男          |
| 第11話 |          | 幻影的最高速賽車手 | 工藤進          | 馬引圭   | 亀井大祐          |
| 第12話 |          | Professional       | 木村寛          | 久原謙一 | 安藤正浩          |
| 第13話 |          | 怪物機器           | 大野和寿        | 大野和寿 | 福世孝明          |
| 第14話 |          | 失速               | 冨永恒雄        | 徳本善信 | 北崎正浩          |
| 第15話 |          | R-200 CLUB         | 冨永恒雄        | 馬引圭   | 亀井大祐          |
| 第16話 |          | 擊墜               | 冨永恒雄        | 大野和寿 | 福世孝明          |
| 第17話 |          | 再會               | 冨永恒雄        | 馬引圭   | 亀井大祐          |
| 第18話 |          | 現在 就在此處……    | 木村寛          | 徳本善信 | 北崎正浩          |
| 第19話 |          | Stand by me        | 大野和寿        | 大野和寿 | 福世孝明          |
| 第20話 |          | 大阪 midnight      | 冨永恒雄        | 馬引圭   | 亀井大祐 福世孝明 |
| 第21話 |          | 在夜晚的熱氣中     | 大野和寿 木村寛 | 大野和寿 | 亀井大祐 福世孝明 |
| 第22話 |          | 首都高速午夜零點   | 鈴木利正        | 徳本善信 | 北崎正浩          |
| 第23話 |          | Dead End           | 木村寛          | 馬引圭   | 亀井大祐 福世孝明 |
| 第24話 |          | 昔日的激情         | 鈴木利正        | 大野和寿 | Lee Jea Han       |
| 第25話 |          | 難以抑制的思緒     | 大野和寿        | 徳本善信 | 北崎正浩          |
| 最終話 |          | 被選中的人         | 大野和寿        | 大野和寿 | 福世孝明 亀井大祐 |

## 電影
《灣岸競速》也有真人電影版，於2009年9月12日在日本公開上映。部分汽車追逐場景於菲律賓拍攝，劇情以漫畫單行本1~4卷的內容為基礎，但內容與原作有所差異，例如北見淳沒有在電影版出現。部分角色駕駛的車款與原作的設定不同，如明雄在原作一開始駕駛的車款是Nissan Fairlady Z 300ZX Z31，電影版為300ZX Z32。零奈的車款原作是白色BNR32變成紅色BNR34，以及石田義章的法拉利，原作是白色法拉利Testarossa，電影則是黃色F355。